# Pierre Vaultier
Pierre Vaultier, född 24 juni 1987, är en fransk idrottare som tävlar i snowboard. Han blev olympisk mästare i boardercross vid olympiska vinterspelen 2014 och fyra år senare försvarade han guldet vid OS i Pyeongchang i Sydkorea.